# Poivron de Szentes
Le poivron de Szentes est une variété hongroise de poivron originaire de Szentes. Il bénéficie d'une indication géographique protégée sous le nom de szentesi paprika.

## Aire géographique de protection

### Szentesi paprika IGP
Les poivrons de Szentes sont des poivrons produits autour de la ville Szentes et uniquement dans le comté de Csongrád. Ils bénéficient d'une Indication Géographique Protégée (IGP) depuis 2014